# Испоснице на Тари
Испоснице на Тари, у оквиру НП Тара, мање су познати локалитети који нису ахеолошки истражени. Постоје две испоснице, једна се налази у Рачи, док је друга у Солотуши.
Испосница у Рачи се налази неколико стотина метара од Скита Светог Ђорђа, на тешко приступачној литици, под поткапином у коју се улази кроз отвор висине три метра. Ширина улаза варира 2—3 метра, а дубина је око шест метара. Удаљенија половина поткапине издигнута је око два метра у односу на улазни део. На самом улазу и на почетку уздигнутог дела констатовани су остаци зида грађени од притесаног камена везаног кречним малтером, прилично оштећени „дивљим” копањем.
Друга испосница на локалитету Пећине, у Солотуши, поред Врлетног точила на око 50 метара од локалитета Солотник, која се у народном предању сматра и збегом и местом на коме су до Турака, сакриване књиге Манастира Раче.